# Wohnbauten im Milchquartier
Die Wohnbauten im Milchquartier in Bremen - Mitte, Ortsteil Ostertor, Mozartstraße/Bleicherstraße/Beim Paulskloster, gehören zu den bedeutenden Bremer Bauwerken.

## Geschichte

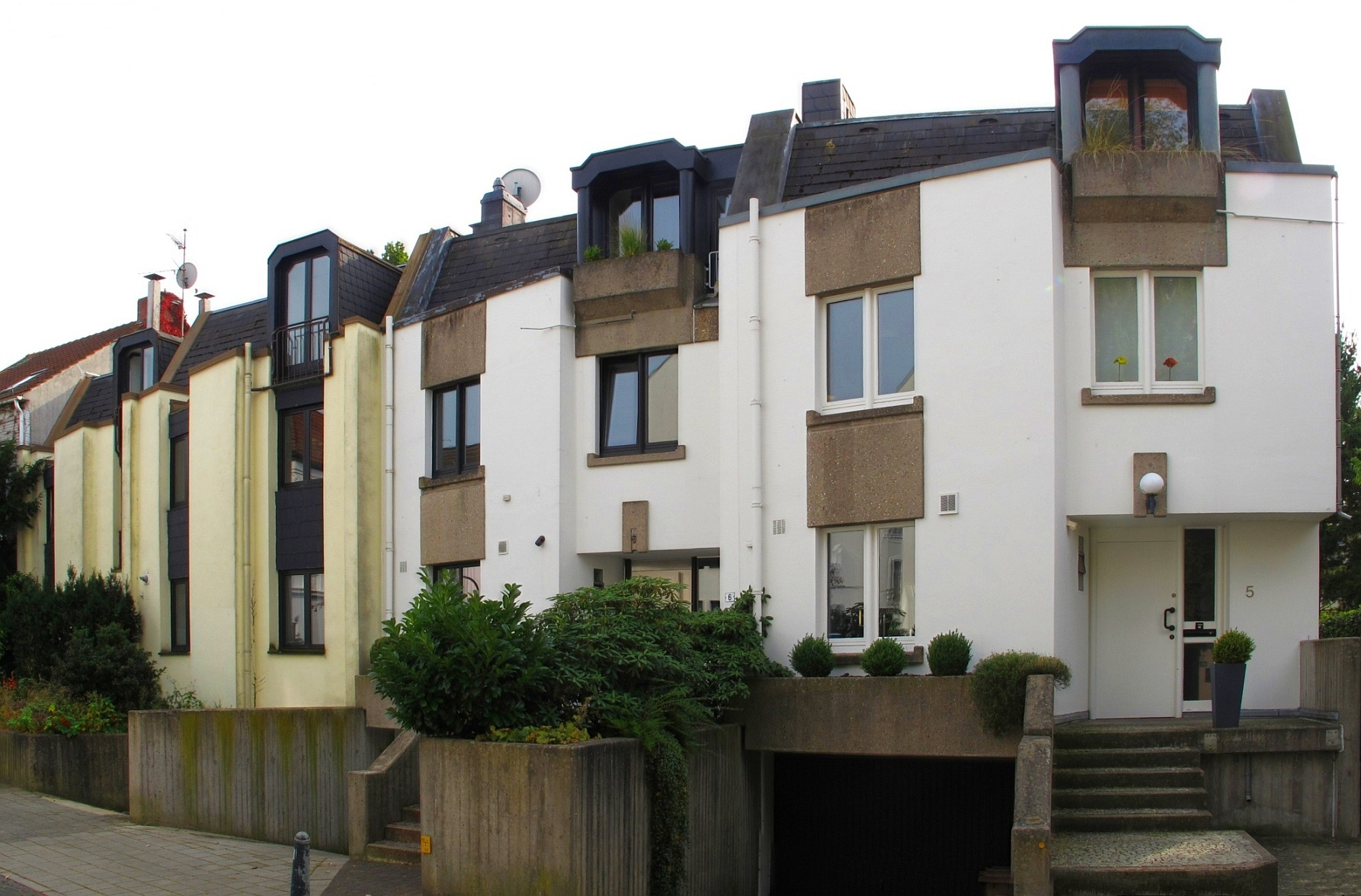
Paulskloster 5–8

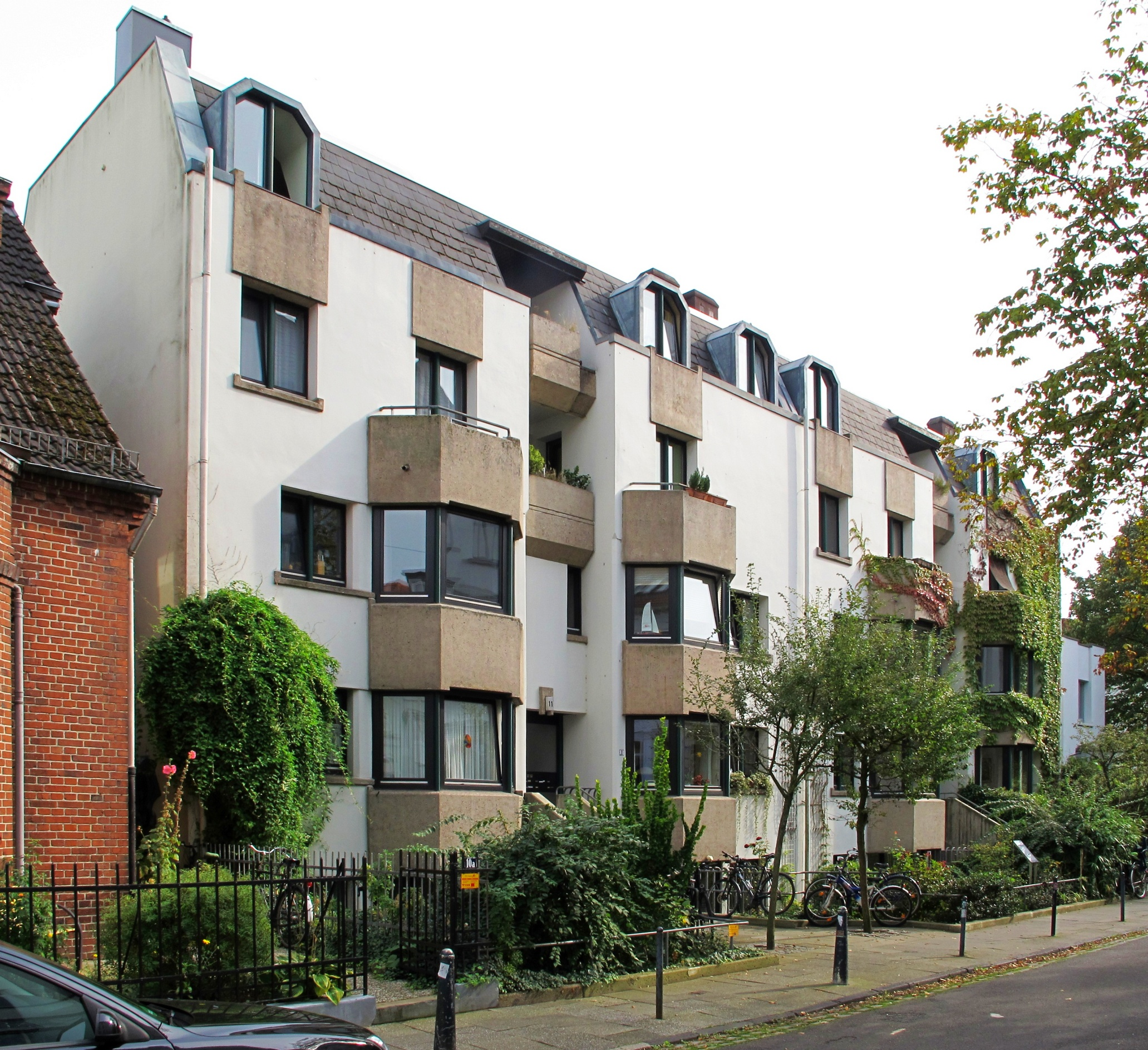
Mozartstraße 11–12

Seit den 1920er und wieder ab den 1960er Jahren plante der Senat den Bau einer größeren Straßentrasse als Ost-Tangente durch das Ostertorviertel über die Weser und durch die Neustadt, die im Viertel als Mozarttrasse allgemein bezeichnet wurde. In Erwartung dieses Durchbruchs war die Bausubstanz in dem Gebiet jahrelang vernachlässigt worden. Das Trassenprojekt scheiterte 1973 am Widerstand der Bewohner im Viertel und in der Neustadt durch Beschluss der SPD-Bürgerschaftsfraktion.
In den 1970er Jahren wurde das Ostertorviertel zum Sanierungsgebiet und die Bremische Gesellschaft für Stadterneuerung, Stadtentwicklung und Wohnungsbau (kurz: Bremische) wurde Sanierungsträger. Statt der früheren Flächensanierung sollte der Bestand saniert und die Baulücken geschlossen werden. 1974 schrieb der Sanierungsträger einen städtebaulichen Ideenwettbewerb aus mit dem Ziel, den alten Quartierscharakter wiederherzustellen.
Von 1977 bis 1980 wurde nach Plänen der Architekten Hans Mensinga und Dieter Rogalla (Hamburg) die dreigeschossigen verputzten Wohnungsbauten mit Beton/Glas-Erkern und Balkonen für die Nordwestdeutsche Siedlungsgesellschaft gebaut. Durch die Geschoss- und die Reihenhäuser im Bremer-Haus-Stil schlossen sich drei Baulücken im so genannten Milchquartier des früheren Paulskloster der Benediktiner. Die Architekten waren bemüht, die Ablesbarkeit von Einzelhäusern zu erreichen.
Es entstanden die Stadthäuser Beim Paulskloster 5 bis 8 mit ca. 150 m² Wohnflächen, die Geschoßwohnungen Mozartstraße 11 bis 12 mit 75 bis 120 m² WF und der Soziale Wohnungsbau Bleicherstraße mit 90 m² WF Im Inneren des Baublocks Bleicherstraße steht der einstige Kuhstall (heute Kulturhaus) und frühere Milchladen (heute Kinderladen), der dem Quartier seinen Namen gab.
Der architekturführer bremen schreibt dazu: „Dabei wurde mit Reihenhäusern in der Straße Beim Paulskloster an die traditionelle Bauweise des Bremer Hauses angeknüpft....Auch die Organisation der Wohnungen über drei Ebenen klingt an das Bremer Haus an, wobei der halbgeschossige Höhenversatz eine moderne Interpretation des „Durchwohnens“ darstellt“.